# Joe El Abd

a Compétitions nationales et continentales officielles uniquement.

Dernière mise à jour le 7 décembre 2019.
Joe El Abd, né le 23 février 1980 à Brighton (Angleterre), est un joueur puis entraîneur anglais de rugby à XV.
Il a joué au poste de troisième ligne aile à Bath, Caerphilly et Bristol, où il effectue l'essentiel de sa carrière, avant de rejoindre la France sous les couleurs de Toulon puis d'Oyonnax.
À sa retraite de joueur, il entraîne les avants de l'US Oyonnax et du Castres olympique, avant de venir manager d'Oyonnax Rugby en 2019. Il est le frère du joueur de football Adam El-Abd.

## Biographie

### Jeunesse et formation
Joe El Abd naît à Brighton (Angleterre) d'un père égyptien et d'une mère anglaise, et possède ainsi une double nationalité. Son grand-père maternel a combattu dans le désert libyen avec la VIIIe armée britannique en 1942, tandis que son grand-père paternel, originaire d'Égypte, s'est installé à Brighton dans le Sussex de l'Est. Son frère cadet, Adam El-Abd, est un ancien joueur de football international égyptien (7 sélections). Il a un autre frère, Sami El-Abd, qui a joué au football à Crawley Town.
Joe El-Abd a commencé par jouer au football à Brighton, avant de s'initier au rugby à XV avec le Hove Rugby Club (en). Joe El Abd intègre l'université de Bath et obtient un master en droit du sport avant d'entamer sa carrière professionnelle.

### Début de carrière en Angleterre
El-Abd a commencé sa carrière professionnelle en Angleterre avec Bath Rugby, avant d'être prêté à Caerphilly RFC au Pays de Galles.
En 2004, il a rejoint le Bristol Rugby et s'impose comme un joueur clé. Lors de ses sept années à Bristol, il a disputé 138 matchs et inscrit 18 essais, devenant une figure emblématique du club. Il a intégré l'équipe alors que Bristol venait d'être relégué en 2e division, et a joué un rôle clé dans la remontée du club en Premiership.

### Départ en France
En 2009, Joe El-Abd a quitté Bristol pour rejoindre le Rugby club toulonnais en France. À Toulon, il a apporté son expérience et accompagné la montée en puissance de Toulon dans le rugby européen,.
Après Toulon, il a rejoint Oyonnax Rugby en 2012. Il a contribué à la victoire d'Oyonnax en ProD2 2012-2013, emmenant son leadership et son expérience.

### Carrière d’entraîneur

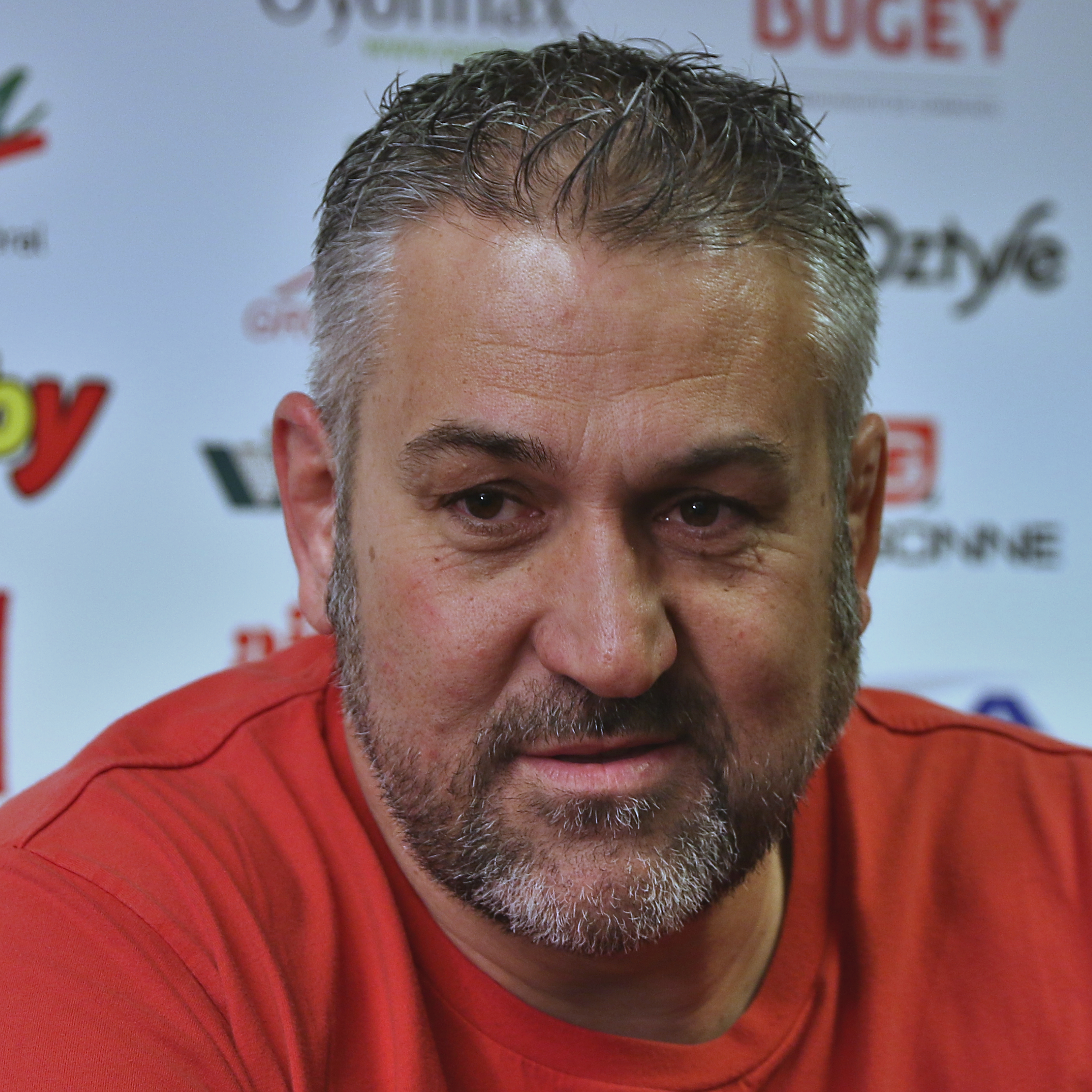
Joe El Abd est entraîné par Christophe Urios de 2012 à 2014 avant de devenir son adjoint de 2014 à 2019.

Après sa retraite en tant que joueur, Joe El-Abd s'est rapidement reconverti dans le coaching, intégrant le staff d'Oyonnax. Il devient ainsi l'adjoint de Christophe Urios,.
Une saison plus tard, Joe El Abd devient l'entraîneur des avant du Castres olympique, étant sacré champion de France en 2018.
L'année suivante, il devient manager général d'Oyonnax.
A l'issue de la saison 2022-2023 de Pro D2, Oyonnax termine premier, égalant son propre record de points établis sur une saison, de 111 points, établi lors de la saison 2012-2013 de Pro D2. Le club s'impose ensuite en finale face au FC Grenoble, validant ainsi son accession en Top 14 la saison suivante.
El Abd entraîne ainsi Oyonnax en Top 14 lors de la saison 2023-2024, ne parvenant pas à éviter la relégation en fin de saison. Il reste aux commandes du club à la suite de la relégation en Pro D2.
En 2024, il est nommé entraîneur de la défense de l'équipe d'Angleterre de rugby à XV à partir de novembre. Il reste cependant manager d'Oyonnax aux côtés de Fabien Cibray pour la saison 2024-2025.

## Vie privée
El Abd possède la nationalité française depuis 2023.

## Bilan en tant qu'entraîneur
| Saison      | Club              | Division | Poste   | Classement                 | Coupe d'Europe   | Challenge européen |
| ----------- | ----------------- | -------- | ------- | -------------------------- | ---------------- | ------------------ |
| 2014 - 2015 | US Oyonnax        | Top 14   | Avants  | 6e, éliminé en barrages    | -                | Éliminé en poule   |
| 2015 - 2016 | Castres olympique | Top 14   | Avants  | 6e, éliminé en barrages    | -                | Éliminé en poule   |
| 2016 - 2017 | Castres olympique | Top 14   | Avants  | 5e, éliminé en barrages    | Éliminé en poule | -                  |
| 2017 - 2018 | Castres olympique | Top 14   | Avants  | Champion de France         | Éliminé en poule | -                  |
| 2018 - 2019 | Castres olympique | Top 14   | Avants  | 7e                         | Éliminé en poule | -                  |
| 2019 - 2020 | Oyonnax rugby     | Pro D2   | Manager | 4e (arrêt du championnat)  | -                | -                  |
| 2020 - 2021 | Oyonnax rugby     | Pro D2   | Manager | 4e, éliminé en demi-finale | -                | -                  |
| 2021 - 2022 | Oyonnax rugby     | Pro D2   | Manager | 3e, éliminé en demi-finale | -                | -                  |
| 2022 - 2023 | Oyonnax rugby     | Pro D2   | Manager | 1er, Champion de France    | -                | -                  |

## Palmarès

### Joueur
- Caerphilly RFC
  - Finaliste du bouclier européen en 2003

- RC Toulon
  - Finaliste du challenge européen en 2012

- US Oyonnax
  - Vainqueur du Championnat de France de 2e division en 2013

### Entraîneur
- Castres olympique
  - Vainqueur du Championnat de France en 2018

- Oyonnax Rugby
  - Vainqueur du Championnat de France de 2e division en 2023

### Distinctions personnelles
- Nuit du rugby
  - 2018 : Meilleur staff d'entraîneur du Top 14 (avec Christophe Urios et Frédéric Charrier) pour la saison 2017-2018
  - 2023 : Meilleur staff d'entraîneur de Pro D2 (avec Fabien Cibray, Alex Codling et Vincent Debaty) pour la saison 2022-2023